# Campeonato Mundial de Piragüismo en Aguas Tranquilas de 2005
El XXXIV Campeonato Mundial de Piragüismo en Aguas Tranquilas se celebró en Zagreb (Croacia) entre el 25 y 28 de agosto de 2005. Fue organizado por la Federación Internacional de Piragüismo (ICF) y la Federación Croata de Piragüismo. 
Un total de 83 países tomaron parte del evento que otorgó medallas en 27 especialidades (18 masculinas y 9 femeninas). Las competiciones se desarrollaron en el canal de piragüismo acondicionado en el lago Jarun en las afueras de la capital croata.

## Medallistas

### Masculino
| Evento    | Oro                                                                                                | Plata | Bronce |
| --------- | -------------------------------------------------------------------------------------------------- | --- | --- |
| K1 200 m  | Carlos Pérez Rial · España · 35,289 s                                                              | Tomasz Mendelski · Polonia · 35,697 s                                                                           | Anton Riajov · Rusia · 35,733 s                                                                                 |
| K2 200 m  | Dragan Zorić Ognjen Filipović Serbia y Montenegro 32,253                                           | Alvydas Duonėla · Egidijus Balčiūnas · Lituania · 32,277                                                        | Marek Twardowski · Adam Wysocki · Polonia · 32,499                                                              |
| K4 200 m  | Viktor Kadler · István Beé · Balázs Babella · Gergely Gyertyános · Hungría · 30,211                | Norman Bröckl · Björn Bach · Björn Goldschmidt · Jonas Ems · Alemania · 30,301                                  | Raman Piatrushenka · Aliaxei Abalmasau · Dziamian Turchyn · Vadzim Majneu · Bielorrusia · 30,565                |
| K1 500 m  | Nathan Baggaley Australia 1:36,980 min.                                                            | Lutz Altepost · Alemania · 1:37,076 min.                                                                        | Adam van Koeverden · Canadá · 1:37,082 min.                                                                     |
| K2 500 m  | Ronald Rauhe · Tim Wieskötter · Alemania · 1:27,583                                                | Marek Twardowski · Adam Wysocki · Polonia · 1:29,005                                                            | Alvydas Duonėla · Egidijus Balčiūnas · Lituania · 1:29,347                                                      |
| K4 500 m  | Raman Piatrushenka · Aliaxei Abalmasau · Dziamian Turchyn · Vadzim Majneu · Bielorrusia · 1:20,898 | Michal Riszdorfer · Juraj Tarr · Andrej Wiebauer · Róbert Erban · Eslovaquia · 1:20,994                         | Franco Benedini · Jaka Jazbec · Luca Piemonte · Antonio Scaduto · Italia · 1:22,634                             |
| K1 1000 m | Eirik Verås Larsen · Noruega · 3:29,165                                                            | Adam van Koeverden · Canadá · 3:29,841                                                                          | Nathan Baggaley Australia 3:30,069                                                                              |
| K2 1000 m | Roland Kökény · Gábor Kucsera · Hungría · 3:18,692                                                 | Andreas Ihle · Marco Herszel · Alemania · 3:18,722                                                              | Mattis Næss · Jacob Norenberg · Noruega · 3:18,836                                                              |
| K4 1000 m | Lutz Altepost · Norman Bröckl · Björn Bach · Arnd Goldschmidt · Alemania · 2:56,282                | Michal Riszdorfer · Richard Riszdorfer · Erik Vlček · Róbert Erban · Eslovaquia · 2:56,558                      | Paweł Baumann · Marek Twardowski · Adam Wysocki · Przemysław Gawrych · Polonia · 2:57,848                       |
| C1 200 m  | Valentin Demianenko · Ucrania · 39,264                                                             | Maxim Opalev · Rusia · 39,588                                                                                   | Zhomart Satubaldin · Kazajistán · 39,984                                                                        |
| C2 200 m  | Yevgueni Ignatov · Nikolai Lipkin · Rusia · 36,978                                                 | Christian Gille · Tomasz Wylenzek · Alemania · 37,002                                                           | Serguey Torres Madrigal · Karel Aguilar Chacón · Cuba · 37,242                                                  |
| C4 200 m  | Alexandr Kovaliov · Alexandr Kostoglod · Roman Krugliakov · Maxim Opalev · Rusia · 33,867          | Petr Procházka · Petr Fuksa · Petr Netušil · Jan Břečka · República Checa · 34,017                              | Aliaxandr Kurliandchyk · Aliaxandr Zhukouski · Siamion Sapanenka · Aliaxandr Bahdanovich · Bielorrusia · 34,131 |
| C1 500 m  | Andreas Dittmer · Alemania · 1:48,409                                                              | Paweł Baraszkiewicz · Polonia · 1:49,065                                                                        | Maxim Opalev · Rusia · 1:49,609                                                                                 |
| C2 500 m  | Christian Gille · Tomasz Wylenzek · Alemania · 1:39,851                                            | György Kozmann · György Kolonics · Hungría · 1:40,175                                                           | Serguey Torres Madrigal · Karel Aguilar Chacón · Cuba · 1:40,271                                                |
| C4 500 m  | Loredan Popa · Silviu Simioncencu · Florin Popescu · Iosif Chirilă · Rumania · 1:30,602            | Dzmitri Rabchanka · Dzmitri Vaitsishkin · Kanstantsin Shcharbak · Aliaxandr Vauchetski · Bielorrusia · 1:31,298 | Andrzej Jezierski · Michał Śliwiński · Michał Gajownik · Adam Ginter · Polonia · 1:31,916                       |
| C1 1000 m | Andreas Dittmer · Alemania · 3:57,119                                                              | David Cal Figueroa · España · 3:58,421                                                                          | Richard Dalton · Canadá · 4:00,607                                                                              |
| C2 1000 m | Christian Gille · Tomasz Wylenzek · Alemania · 3:37,048                                            | Serguey Torres Madrigal · Karel Aguilar Chacón · Cuba · 3:38,080                                                | György Kozmann · György Kolonics · Hungría · 3:39,130                                                           |
| C4 1000 m | Wojciech Tyszyński · Michał Śliwiński · Andrzej Jezierski · Michał Gajownik · Polonia · 3:17,407   | Ciprian Popa · Loredan Popa · Florin Mironcic · Petre Condrat · Rumania · 3:17,863                              | Robert Nuck · Stefan Holtz · Thomas Lück · Stephan Breuing · Alemania · 3:20,479                                |

### Femenino
| Evento    | Oro                                                                                       | Plata                                                                                          | Bronce                                                                                              |
| --------- | ----------------------------------------------------------------------------------------- | ---------------------------------------------------------------------------------------------- | --------------------------------------------------------------------------------------------------- |
| K1 200 m  | María Teresa Portela · España · 40,756 s                                                  | Szilvia Szabó · Hungría · 41,380 s                                                             | Karen Furneaux · Canadá · 41,542 s                                                                  |
| K2 200 m  | Katalin Kovács · Natasa Janics · Hungría · 37,101                                         | María Teresa Portela · Jana Šmidáková · España · 38,013                                        | Birgit Fischer · Fanny Fischer · Alemania · 38,127                                                  |
| K4 200 m  | Carolin Leonhardt · Nicole Reinhardt · Judith Hörmann · Katrin Wagner · Alemania · 35,151 | Iwona Pyżalska · Małgorzata Czajczyńska · Joanna Skowroń · Beata Sokołowska · Polonia · 36,111 | María Isabel García · Ana Varela Iglesias · Jana Šmidáková · María Teresa Portela · España · 36,189 |
| K1 500 m  | Nicole Reinhardt · Alemania · 1:50,407 min.                                               | Karen Furneaux · Canadá · 1:51,379 min.                                                        | Erzsébet Viski · Hungría · 1:51,565 min.                                                            |
| K2 500 m  | Katalin Kovács · Natasa Janics · Hungría · 1:39,704                                       | Petra Schlitzer · Viktoria Schwarz · Austria · 1:42,458                                        | Anne-Laure Viard Marie Delattre Francia 1:42,974                                                    |
| K4 500 m  | Carolin Leonhardt · Conny Waßmuth · Judith Hörmann · Katrin Wagner · Alemania · 1:31,686  | Aneta Białkowska · Aneta Konieczna · Joanna Skowroń · Iwona Pyżalska · Polonia · 1:32,422      | Tímea Paksy · Dalma Benedek · Szilvia Szabó · Kinga Bóta · Hungría · 1:32,952                       |
| K1 1000 m | Katrin Wagner · Alemania · 4:00,494                                                       | Dalma Benedek · Hungría · 4:01,406                                                             | Karen Furneaux · Canadá · 4:03,200                                                                  |
| K2 1000 m | Katalin Kovács · Natasa Janics · Hungría · 3:40,861                                       | Maike Nollen · Nadine Opgen-Rhein · Alemania · 3:42,931                                        | Aneta Białkowska · Joanna Skowroń · Polonia · 3:43,003                                              |
| K4 1000 m | Tímea Paksy · Szilvia Szabó · Erzsébet Viski · Kinga Bóta · Hungría · 3:20,701            | Florica Vulpeș · Mariana Ciobanu · Lidia Talpă · Alina Platon · Rumania · 3:21,889             | Birgit Fischer · Maren Knebel · Judith Hörmann · Carolin Leonhardt · Alemania · 3:21,901            |

## Medallero
| Núm. | País                | Oro | Plata | Bronce | Total |
| ---- | ------------------- | --- | ----- | ------ | ----- |
| 1    | Alemania            | 10  | 5     | 3      | 18    |
| 2    | Hungría             | 6   | 3     | 3      | 12    |
| 3    | España              | 2   | 2     | 1      | 5     |
| 4    | Rusia               | 2   | 1     | 2      | 5     |
| 5    | Polonia             | 1   | 5     | 4      | 10    |
| 6    | Rumania             | 1   | 2     | 0      | 3     |
| 7    | Bielorrusia         | 1   | 1     | 2      | 4     |
| 8    | Australia           | 1   | 0     | 1      | 2     |
| 8    | Noruega             | 1   | 0     | 1      | 2     |
| 10   | Serbia y Montenegro | 1   | 0     | 0      | 1     |
| 10   | Ucrania             | 1   | 0     | 0      | 1     |
| 12   | Canadá              | 0   | 2     | 4      | 6     |
| 13   | Eslovaquia          | 0   | 2     | 0      | 2     |
| 14   | Cuba                | 0   | 1     | 2      | 3     |
| 15   | Lituania            | 0   | 1     | 1      | 2     |
| 16   | Austria             | 0   | 1     | 0      | 1     |
| 16   | República Checa     | 0   | 1     | 0      | 1     |
| 18   | Francia             | 0   | 0     | 1      | 1     |
| 18   | Italia              | 0   | 0     | 1      | 1     |
| 18   | Kazajistán          | 0   | 0     | 1      | 1     |
|      | TOTAL               | 27  | 27    | 27     | 81    |